# Asteroma
Asteroma DC. – rodzaj grzybów z klasy Sordariomycetes.

## Systematyka i nazewnictwo
Pozycja w klasyfikacji według Index Fungorum: Gnomoniaceae, Diaporthales, Diaporthomycetidae, Sordariomycetes, Pezizomycotina, Ascomycota, Fungi.
Synonimy: Actinonemella Höhn., Cylindrosporella Höhn. Depazea Fr. Gloeosporina Höhn., Ribaldia Cif. Titaeosporina Luijk.
Znane są tylko stadia rozmnażające się bezpłciowo. Są anamorfami nieokreślonych gatunków z rodzaju Gnomoniella.

## Gatunki występujące w Polsce
- Asteroma alneum (Pers.) B. Sutton 1980
- Asteroma alni Allesch. 1899[4]
- Asteroma alpinum Sacc. 1881[4]
- Asteroma coryli (Fuckel) B. Sutton 1980
- Asteroma gentianae Fuckel 1870[4]
- Asteroma hyperici Lasch[4]
- Asteroma impressum Fuckel 1874
- Asteroma leptothyrioides (Kabát & Bubák) B. Sutton 1980
- Asteroma orobi Fuckel 1870
- Asteroma padi DC. 1815
- Asteroma vaccinii Vlassova 1968

Nazwy naukowe na podstawie Index Fungorum. Wykaz gatunków Polski na podstawie „Grzyby mikroskopijne Polski”.